# کریستین کاباسله
کریستین کاباسله (انگلیسی: Christian Kabasele؛ زادهٔ ۲۴ فوریهٔ ۱۹۹۱) یک بازیکن فوتبال اهل بلژیک است.
از باشگاه‌هایی که در آن بازی کرده‌است می‌توان به خنک و باشگاه فوتبال لودوگورتس رازگراد اشاره کرد.